# 超伝導サブミリ波リム放射サウンダ
超伝導サブミリ波リム放射サウンダ(ちょうでんどうサブミリはリムほうしゃサウンダ、Superconducting Submillimeter-Wave Limb Emission Sounder, SMILES) は、国際宇宙ステーションの日本実験棟（きぼう）曝露部に設置された日本の大気観測装置であり、4 K（ケルビン）（-269℃）に冷却した超伝導検出器によって、これまでにない高精度の大気観測を行った。

## 概要

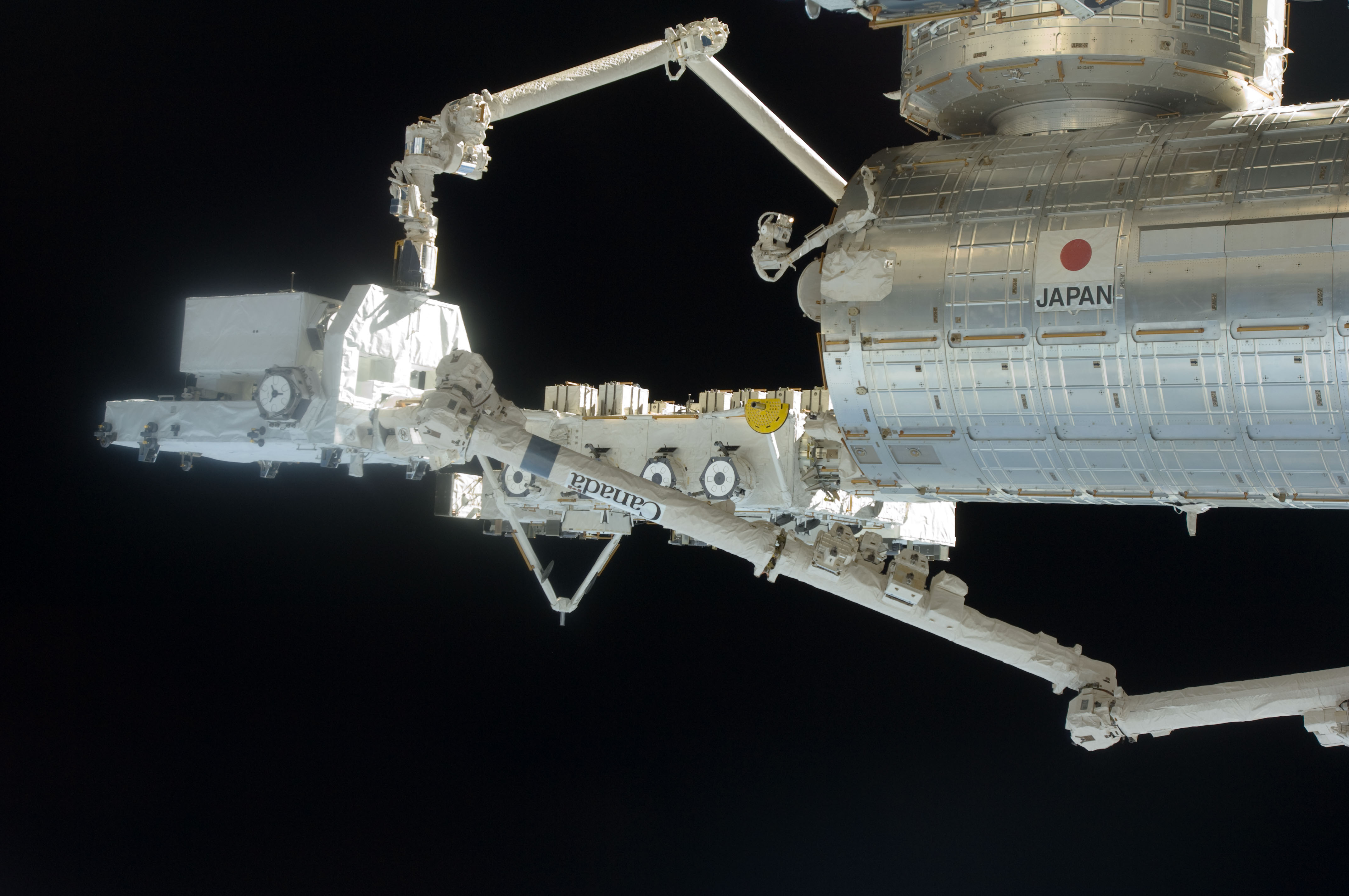
カナダアームからJEM-RMSへの曝露パレットの受け渡し。（HTV-1ミッション）

SISミキサーを用いたサブミリ波受信機を搭載しており、地球大気のリム放射を仰角方向に走査しながら624-651 GHz帯を用いて分子の回転振動遷移輝線を放射分光観測した。オゾンや塩化水素などの多種分子の濃度の高度分布を全球に渡って長期観測することが期待された。
SMILESのサイズは、1.85 m×1 m×0.8 m、475 kgであり、日本時間2009年9月11日2時1分46秒にH-IIBロケットの一号機で打上げられた宇宙ステーション補給機(HTV1)に搭載されて打ち上げられた。きぼうの船外実験プラットフォームに設置された後、2009年11月6日に定常観測に移行し、サブミリ波局部発振器系の機能不全により、日本時間2010年4月21日18時頃待機モードに移行するまでデータが取得された。
2011年1月19日、JAXAおよびNICTは宇宙開発委員会で故障の原因を回路のショートと断定、復旧を断念したと報告した。宇宙飛行士の船外活動で部品を交換する案も検討されたが、コストが数億円かかり、さらに修理も1年以上先となるため断念された。
その後は後期運用として、4K級極低温冷凍機の技術実証を目的とした運用を継続していたが、2014年3月末で運用を終了。2015年9月にこうのとり5号機の曝露パレットに移され、9月30日にこうのとり本体とともに南太平洋上で大気圏に再突入し燃え尽きた。
SMILESの開発費は約35億円。

## 開発機関
- 宇宙航空研究開発機構
- 情報通信研究機構